# Лутер ам Баренберге
Лутер ам Баренберге (њем. Lutter am Barenberge) општина је у њемачкој савезној држави Доња Саксонија. Једно је од 15 општинских средишта округа Гослар. Према процјени из 2010. у општини је живјело 2.344 становника. Посједује регионалну шифру (AGS) 3153009.

## Географски и демографски подаци
Лутер ам Баренберге се налази у савезној држави Доња Саксонија у округу Гослар. Општина се налази на надморској висини од 165 метара. Површина општине износи 33,3 km². У самом мјесту је, према процјени из 2010. године, живјело 2.344 становника. Просјечна густина становништва износи 70 становника/km².